# Lịch sử hành chính Bình Thuận

## Tổ chức hành chính từ 1975 đến 1992
- Tháng 2 năm 1976, ba tỉnh Ninh Thuận, Bình Thuận và Bình Tuy hợp nhất thành tỉnh Thuận Hải. Tổ chức hành chính trên địa bàn Bình Thuận gồm thị xã Phan Thiết và 4 huyện Bắc Bình, Đức Linh, Hàm Tân, Hàm Thuận.
- Ngày 27 tháng 4 năm 1977, Hội đồng Chính phủ quyết định thành lập huyện Phú Quý; điều chỉnh địa giới huyện Hàm Thuận và thị xã Phan Thiết trực thuộc tỉnh Thuận Hải[1] như sau:
  - Thành lập huyện Phú Quý trên đảo Phú Quý thuộc tỉnh Thuận Hải.
  - Huyện Phú Quý gồm có xã Tam Thanh, xã Ngũ Phụng và xã Long Hải.
  - Sáp nhập xã Hàm Hải của huyện Hàm Thuận vào thị xã Phan Thiết.
- Ngày 13 tháng 3 năm 1979, Hội đồng Chính phủ quyết định điều chỉnh địa giới xã, thị trấn thuộc các huyện thuộc tỉnh Thuận Hải[2] như sau:
  - Huyện Đức Linh:

1. Thành lập ở khu kinh tế mới Đồng Giang (xã Lạc Tánh) một xã mới lấy tên là xã Đức Thuận.
2. Thành lập ở khu kinh tế mới Đồi Giang (xã Đoàn kết) một xã mới lấy tên là xã Đức Bình.
3. Thành lập ở khu kinh tế mới thuộc xã Bắc Ruộng một xã mới lấy tên là xã Đức Tân
4. Thành lập ở khu kinh tế mới thuộc xã Nghị Đức một xã mới lấy tên là xã Đức Phú
5. Tách các thôn Gia Huynh, Suối Kiết, Bà Tá và sông Dinh của xã Lạc Tánh, lập thành một xã mới lấy tên là xã Suối Kiết.
6. Chia xã Võ Đắc thành hai xã lấy tên là xã Đức Tài và xã Đức Hạnh.
7. Xã Đoàn Kết đổi tên thành xã Đồng Kho.

- - Huyện Hàm Tân:

1. Hợp nhất xã Tân Sơn và xã Tân Mỹ thành một xã lấy tên là xã Sơn Mỹ.
2. Chuyển xã Tân Hòa thành thị trấn lấy tên là thị trấn La Gi.

- - Huyện Hàm Thuận:

1. Tách thôn 4, thôn 5, thôn Dân Cường và thôn Bình An của xã Hàm Trí lập thành một xã mới lấy tên là xã Hồng Liêm.
2. Tách thôn Dân Tiến, các thôn kinh tế mới 23 và 25 của xã Hàm Kiệm và thôn 2 của xã Tân Lập để lập thành một xã mới lấy tên là xã Hàm Minh.
3. Chuyển xã Hàm Dũng thành thị trấn lấy tên là thị trấn Mũi Né.

- - Huyện Bắc Bình:

1. Tách thôn Nghĩa Thuận, thôn Bàu Ốc của xã Lương Sơn và khu kinh tế mới Lương Nhơn của xã Hồng Thái lập thành một xã mới lấy tên là xã Bình Tân.
2. Hợp nhất xã Phú Tuy và xã Lạc Tri thành một xã lấy tên là xã Phú Lạc.
3. Sáp nhập thôn Tiến Thắng và thôn Tiến Lộc của xã Phan Tiến vào xã Sông Lũy.
4. Chuyển xã Phan Rí Cửa thành thị trấn lấy tên là thị trấn Phan Rí Cửa.

- - Thị xã Phan Thiết:

1. Tách tiểu khu E, tiểu khu 10 của phường Đức Long và các thôn Phú Mỹ, Phú Khánh và Bình Tú của xã Hàm Mỹ lập thành một xã lấy tên là xã Tiến Lợi.
2. Tách các tiểu khu 48, 49, 50, 52, 53, 54, 55, 63 và các thôn Đại Tài, Đại Hòa của phường Phú Trinh lập thành một xã mới lấy tên là xã Phong Nẫm.
3. Xã Hàm Hải đổi tên thành xã Phú Hải.

- Ngày 30 tháng 12 năm 1982, Hội đồng Bộ trưởng quyết định phân vạch địa giới huyện thị xã thuộc tỉnh Thuận Hải[3] như sau:
  - Chia 3 huyện Bắc Bình, huyện Hàm Thuận và huyện Đức Linh thuộc tỉnh Thuận Hải thành 6 huyện lấy tên là huyện Tuy Phong, huyện Bắc Bình, huyện Hàm Thuận Bắc, huyện Hàm Thuận Nam, huyện Đức Linh và huyện Tánh Linh.

1. Huyện Tuy Phong gồm có 10 xã Hòa Phú, Hòa Minh, Chí Công, Bình Thạnh, Liên Hương, Phước Thể, Phú Lạc, Vĩnh Hảo, Phan Dũng, Phong Phú và thị trấn Phan Rí Cửa. Trụ sở huyện đóng tại xã Liên Hương.
2. Huyện Bắc Bình gồm có sáp nhập xã Hồng Phong, huyện Hàm Thuận cùng tỉnh và 14 xã Phan Rí Thành, Chợ Lầu, Lương Sơn, Bình Tân, Sông Lũy, Phan Sơn, Phan Thanh, Hồng Thái, Phan Hiệp, Phan Hòa, Phan Lâm, Phan Điền, Hải Ninh và Hòa Thắng. Trụ sở huyện đóng tại xã Hải Ninh.
3. Huyện Hàm Thuận Bắc gồm có sáp nhập xã La Dạ, huyện Đức Linh cùng tỉnh và 12 xã Hàm Nhơn, Hàm Đức, Hồng Sơn, Hồng Liêm, Hàm Thắng, Hàm Hiệp, Hàm Liêm, Hàm Chính, Ma Lâm, Hàm Phú, Hàm Trí và Đông Giang. Trụ sở huyện đóng tại xã Mã Lâm.
4. Huyện Hàm Thuận Nam gồm có sáp nhập 3 xã Tân Lập, Tân Thuận và Tân Thành, huyện Hàm Tân cùng tỉnh và 6 xã Hàm Mỹ, Hàm Cần, Mỹ Thạnh, Hàm Thạnh, Hàm Kiệm và Hàm Minh. Trụ sở huyện đóng tại xã Tân Lập.
5. Huyện Đức Linh gồm 7 xã Trà Tân, Đức Tài, Đức Hạnh, Nam Chính, Võ Xu, Mê Pu và Sùng Nhơn. Trụ sở huyện đóng tại xã Võ Xu.
6. Huyện Tánh Linh gồm có 12 xã Đức Phú, Nghị Đức, Đức Tân, Bắc Ruộng, Huy Khiêm, La Ngâu, Đồng Kho, Đức Bình, Đức Thuận, Lạc Tánh, Gia An và Suối Kiết. Trụ sở huyện đóng tại xã Lạc Tánh.

- - Mở rộng thị xã Phan Thiết:

1. Thị xã Phan Thiết mở rộng trên cơ sở sáp nhập xã Hàm Tiến và thị trấn Mũi Né, huyện Hàm Thuận và chuyển thị trấn Mũi Né thành phường Mũi Né.

- Ngày 28 tháng 11 năm 1983, Hội đồng Bộ trưởng Quyết định phân vạch địa giới xã thuộc tỉnh Thuận Hải[4] như sau:
  - Huyện Tuy Phong:

1. Giải thể xã Liên Hương để thành lập thị trấn Liên Hương.

- - Huyện Đức Linh:

1. Chia xã Trà Tân thành hai xã lấy tên là xã Trà Tân và xã Tân Hà.
2. Chia xã Nam Chính thành hai xã lấy tên là xã Nam Chính và xã Đức Chính.
3. Chia xã Võ Xu thành hai xã lấy tên là xã Võ Xu và xã Vũ Hòa.

- - Huyện Tánh Linh:

1. Chia xã Bắc Ruộng thành hai xã lấy tên là xã Bắc Ruộng và xã Mang Tố.
2. Chia xã Suối Kiết thành hai xã lấy tên là xã Suối kiết và xã Gia Huynh.

- - Huyện Hàm Thuận Bắc:

1. Chia xã Hàm Trí thành hai xã lấy tên là xã Hàm Trí và xã Thuận Hòa.
2. Chia xã Hàm Phú thành hai xã lấy tên là xã Hàm Phú và xã Thuận Minh.
3. Chia xã Đông Giang thành hai xã lấy tên là xã Đông Giang và xã Đông Tiến.

- - Huyện Hàm Thuận Nam:

1. Chia xã Hàm Thạnh thành hai xã lấy tên là xã Hàm Thạnh và xã Mương Mán.
2. Chia xã Hàm Kiệm thành hai xã lấy tên là xã Hàm Kiệm và xã Hàm Cường.

- - Thị xã Phan Thiết:

1. Thành lập xã Tiến Thành thuộc khu kinh tế mới Khe Cả.

- Ngày 20 tháng 6 năm 1986, Hội đồng Bộ trưởng quyết định điều chỉnh địa giới hành chính xã thuộc các huyện Bắc Bình và Hàm Thuận Nam, tỉnh Thuận Hải[5] như sau:
  - Chia xã Hải Ninh thuộc huyện Bắc Bình thành 2 xã lấy tên là xã Hải Ninh và xã Bình An.
  - Chia xã Tân Thành thuộc huyện Hàm Thuận Nam thành 2 xã lấy tên là xã Tân Thành và xã Thuận Quý.
- Năm 1990, Ban Tổ chức Chính phủ quyết định điều chỉnh địa giới xã Sùng Nhơn để thành lập xã Đa Kai thuộc huyện Đức Linh, tỉnh Thuận Hải[6].
- Ngày 26 tháng 12 năm 1991, theo nghị quyết của Quốc hội khóa VIII, kỳ họp thứ 10, tỉnh Thuận Hải được chia tách thành hai tỉnh Bình Thuận và Ninh Thuận.

## Tổ chức hành chính từ 1992 đến nay
- Ngày 1 tháng 4 năm 1992, tỉnh Bình Thuận chính thức đi vào hoạt động với 9 đơn vị hành chính cấp huyện trực thuộc: thị xã Phan Thiết, huyện Bắc Bình, huyện Đức Linh, huyện Hàm Tân, huyện Hàm Thuận Bắc, huyện Hàm Thuận Nam, huyện Phú Quý, huyện Tánh Linh và huyện Tuy Phong.
- Năm 1992, thị trấn Chợ Lầu thuộc huyện Bắc Bình được thành lập trên cơ sở toàn bộ xã Chợ Lầu.
- Năm 1994, xã Phan Tiến thuộc huyện Bắc Bình được thành lập trên cơ sở điều chỉnh một phần diện tích và dân số của xã Sông Lũy.
- Ngày 15 tháng 6 năm 1999, thị trấn Ma Lâm thuộc huyện Hàm Thuận Bắc được thành lập trên cơ sở toàn bộ diện tích tự nhiên và dân số của xã Ma Lâm; thị trấn Thuận Nam thuộc huyện Hàm Thuận Nam được thành lập trên cơ sở điều chỉnh 2.870,3 ha diện tích tự nhiên và 10.936 nhân khẩu của xã Tân Lập; thị trấn Võ Xu và thị trấn Đức Tài thuộc huyện Đức Linh được thành lập trên cơ sở toàn bộ diện tích tự nhiên và dân số của hai xã có tên tương ứng; thị trấn Lạc Tánh thuộc huyện Tánh Linh được thành lập trên cơ sở toàn bộ diện tích tự nhiên và dân số của xã Lạc Tánh.[7]
- Ngày 25 tháng 8 năm 1999, thành phố Phan Thiết thuộc tỉnh Bình Thuận được thành lập trên cơ sở toàn bộ diện tích tự nhiên và dân số của thị xã Phan Thiết.[8]
- Ngày 22 tháng 11 năm 2001, các phường Phú Tài, Xuân An (từ một phần xã Phong Nẫm), Hàm Tiến (từ một phần xã Hàm Tiến cũ và đổi thành xã Thiện Nghiệp), Phú Hải (từ xã Phú Hải) thuộc thành phố Phan Thiết được thành lập; xã Đa Mi thuộc huyện Hàm Thuận Bắc được thành lập trên cơ sở 14.537,69 ha diện tích tự nhiên và 2.774 nhân khẩu của xã La Dạ.[9]
- Ngày 18 tháng 7 năm 2003, xã Vĩnh Tân thuộc huyện Tuy Phong được thành lập trên cơ sở 5.908 ha diện tích tự nhiên và 4.397 nhân khẩu của xã Vĩnh Hảo; xã Sông Bình thuộc huyện Bắc Bình được thành lập trên cơ sở 5.665,29 ha diện tích tự nhiên và 3.132 nhân khẩu của xã Sông Lũy và 803,99 ha diện tích tự nhiên của xã Lương Sơn; thị trấn Phú Long thuộc huyện Hàm Thuận Bắc được thành lập trên cơ sở toàn bộ diện tích tự nhiên và dân số của xã Hàm Nhơn.[10]
- Ngày 18 tháng 11 năm 2003, xã Sông Phan thuộc huyện Hàm Tân được thành lập trên cơ sở một phần xã Tân Nghĩa; chia xã Tân Minh thuộc huyện Hàm Tân thành thị trấn Tân Minh và 2 xã: Tân Phúc, Tân Đức; xã Đông Hà thuộc huyện Đức Linh được thành lập trên cơ sở một phần xã Trà Tân; xã Đức Tín thuộc huyện Đức Linh được thành lập trên cơ sở một phần xã Đức Hạnh.[11]
- Ngày 5 tháng 9 năm 2005, thị xã La Gi được thành lập trên cơ sở toàn bộ diện tích tự nhiên và dân số của thị trấn La Gi và các xã Tân An, Tân Thiện, Tân Bình, Tân Hải thuộc huyện Hàm Tân; thành lập các phường: Phước Hội, Phước Lộc, Tân An, Tân Thiện, Bình Tân và xã Tân Phước trên cơ sở giải thể thị trấn La Gi và các xã Tân An, Tân Thiện; xã Tân Tiến thuộc thị xã La Gi được thành lập trên cơ sở 4.171,50 ha diện tích tự nhiên và 9.183 nhân khẩu của xã Tân Hải.[12]
- Ngày 3 tháng 12 năm 2007, thị trấn Lương Sơn thuộc huyện Bắc Bình được thành lập trên cơ sở toàn bộ diện tích tự nhiên và dân số của xã Lương Sơn; xã Thắng Hải thuộc huyện Hàm Tân được thành lập trên cơ sở điều chỉnh 9.898 ha diện tích tự nhiên và 6.062 nhân khẩu của xã Tân Thắng; thị trấn Tân Nghĩa thuộc huyện Hàm Tân được thành lập trên cơ sở toàn bộ diện tích tự nhiên và dân số của xã Tân Nghĩa.[13]
- Ngày 21 tháng 11 năm 2019, hợp nhất một số xã thuộc các huyện Đức Linh, Tánh Linh, Tuy Phong.[14]
- Ngày 24 tháng 10 năm 2024, hợp nhất và điều chỉnh một số xã, phường thuộc thành phố Phan Thiết và huyện Bắc Bình.[15]

Ngày 12 tháng 6 năm 2025, Quốc hội ban hành Nghị quyết số 202/2025/QH15 về việc sắp xếp đơn vị hành chính cấp tỉnh (nghị quyết có hiệu lực từ ngày 12 tháng 6 năm 2025). Theo đó, sáp nhập tỉnh Bình Thuận vào tỉnh Lâm Đồng.